# Škoda 22Ev
Škoda 22Ev je částečně nízkopodlažní elektrická jednotka určená pro provoz na příměstských a regionálních tratích vyvíjená společností Škoda Transportation. 

## Popis
Jednotka Škoda 22Ev je tvořena dvěma jednopodlažními čelními vozy a dvěma, třemi nebo čtyřmi patrovými vloženými vozy. Je určena pro provoz na rozchodu 1 435 mm a napájecích soustavách 3 kV DC, 15 kV / 16,7 Hz AC a 25 kV / 50 Hz AC. Maximální rychlost je 160 km/h. Výška nástupní hrany je 580 nebo 760 mm nad temenem kolejnice a šířka dveří 1 300 mm. Jednotka může být vybavena vlakovým zabezpečovačem ETCS Level 2, systémem automatického vedení vlaku, dálkovým přenosem diagnostických dat i prediktivním diagnostickým systémem.